# Kanzen csúkei Pro jakjú Greatest Nine
A Kanzen csúkei Pro jakjú Greatest Nine baseball-videójáték, a Greatest Nine sorozat első tagja, melyet a Sega CS fejlesztett és a Sega jelentetett meg. A játék 1995. május 26-án jelent meg Japánban, kizárólag Sega Saturn otthoni videójáték-konzolra. A játék Major League Baseball-verziója World Series Baseball címmel jelent meg.

## Áttekintés
A játékhoz a Nippon Professional Baseball és a Japan Professional Baseball Players Association licencét is megváltották, így abban szerepelnek a liga csapatainak nevei, címerei, stadionjai és mezei, illetve a játékosok neve és megjelenése is. A játék főbb ismérve a korszak többi baseballjátékához képest viszonyított sok kameraállás, illetve a négy választható hangkommentár. A négy kommentátor négy különböző dialektusban (Hijama Nobujuki – kantó dialektus, Ueda Júdzsi – hakata dialektus, Isida Akira – nagoja dialektus, illetve Onoszaka Maszaja – kanszai dialektus) szólal meg.
A Greatest Nine adta a World Series Baseball Sega Saturn-kiadásának alapját, abban az NPB-licenc helyett a Major League Baseball licencét tartalmazza.

## Fogadtatás
A játék kedvező kritikai és kereskedelmi fogadtatásban részesült. A GameFan 97/100%-ra értékelte a játékot, azt minden idők legjobb baseballjátékának kiáltva ki. Dicsérte a „közel tökéletes” játékmenetet, a grafikát, a hangkommentárt, valamint a különböző kameraállásokat, viszont kritizálta az irányítást. A Next Generation 4/5 csillagra értékelte a játékot, a játék pozitívumaiként és negatívumaiként ugyanazt emelte ki mint a GameFan. A magazin szerkesztője megjegyezte, hogy „Ez a játék nem azzal érdemelte ki, hogy következő generációs sportcímként hivatkozzunk rá, hogy valamiféle különösen innovatív funkcióval rendelkezik, amitől még azt is elfelejted, hogy egy ősrégi játékot játszol, hanem a korábbi baseballjátékokban megszeretett összes funkció kifejezetten lenyűgöző kivitelezése miatt.”